# Вайберсбрунн
Вайберсбрунн (нім. Weibersbrunn) — громада в Німеччині, розташована в землі Баварія. Підпорядковується адміністративному округу Нижня Франконія. Входить до складу району Ашаффенбург.
Площа — 2,89 км2. Населення становить 1977 ос. (станом на 31 грудня 2020).